# 苅部隆太郎
苅部 隆太郎（かるべ りゅうたろう、1992年12月19日 - ）は、東京都出身のプロサッカー選手。Vリーグ1・サイゴンFC所属。ポジションはミッドフィールダー（MF）。

## 来歴

### プロ入り前
あざみ野FC、川崎フロンターレU-15を経て、同U-18へ昇格。U-18では背番号「10」を付けて攻守の要として活躍し、同期の仲川輝人らと共にスカウトの注目選手に挙げられていた。
しかし青山学院高等部卒業後のトップチーム昇格は叶わず、明治大学へ進学。3年次には本職のボランチではなくFWとしてプレーしIリーグで得点王となった。4年次は再びボランチでプレーしチームを支えた。
元プロサッカー選手の及川大輔（横浜F・マリノス下部組織、東京大学PASSERS、ロヨラFC等でプレー）は、あざみ野FCと青山学院高等部の同級生。

### FC岐阜
ラモス瑠偉監督から直接オファーを受け、2015年よりFC岐阜へ加入。加入後はイケメンプレーヤーとしても注目された。開幕戦から途中出場するなど一定の出場機会を得ていたが、4月29日の第10節V・ファーレン長崎戦で右膝を負傷し手術を受けた。
2016年は一時期センターバックでも起用され夏場まではレギュラーとして出場を続けていたが、膝の怪我を理由に9月16日に契約を解除して一旦現役を引退した。なお、自身の強い希望によりセレモニー等は行われなかった。

### 海外
2017年8月、インドネシア・リーガ1のプルセル・セルイに入団し、現役復帰。
2018年2月9日、ベトナムVリーグ1のFLCタインホアFCに加入。翌2月10日のAFCカップ2018グループリーグの対グローバル・セブFC戦に先発フル出場し、1-0での勝利に貢献した。
2018年6月2日、タイのチャイナート・ホーンビルFCに移籍。クラブのタイ・リーグ1残留に貢献した。
2018年12月13日にマレーシアのクアラルンプールFAと契約して、2019年シーズンを戦ったが、2019年6月21日にチャイナート・ホーンビルに復帰。しかし、今回はタイ・リーグ2降格を回避することはできなかった。
2019年12月18日、スパンブリーFCに移籍。
2020年12月、サイゴンFCに移籍したが、外国人選手枠の関係から、選手ではなくフロントとしてマーケティング等を担当。しかし同年4月18日、松井大輔・高崎寛之・禹相皓の3選手が登録解除となるのと入れ替わりに選手登録され、またも現役復帰した。

## 所属クラブ
ユース経歴
- 川崎フロンターレU-15
- 川崎フロンターレU-18（青山学院高等部[13]）
- 明治大学

プロ経歴
- 2015年 - 2016年9月  FC岐阜
- 2017年  プルセル・セルイ
- 2018年2月 - 6月  FLCタインホアFC
- 2018年6月 - 12月  チャイナート・ホーンビルFC
- 2018年12月 - 2019年6月  クアラルンプールFA
- 2019年6月 - 12月  チャイナート・ホーンビルFC
- 2020年  スパンブリーFC
- 2021年 -  サイゴンFC

## 個人成績
| 国内大会個人成績 | 国内大会個人成績 | 国内大会個人成績 | 国内大会個人成績 | 国内大会個人成績 | 国内大会個人成績 | 国内大会個人成績 | 国内大会個人成績 | 国内大会個人成績 | 国内大会個人成績 | 国内大会個人成績 | 国内大会個人成績 |
| 年度             | クラブ           | 背番号           | リーグ           | リーグ戦         | リーグ戦         | リーグ杯         | リーグ杯         | オープン杯       | オープン杯       | 期間通算         | 期間通算         |
| 年度             | クラブ           | 背番号           | リーグ           | 出場             | 得点             | 出場             | 得点             | 出場             | 得点             | 出場             | 得点             |
| 日本             | 日本             | 日本             | 日本             | リーグ戦         | リーグ戦         | リーグ杯         | リーグ杯         | 天皇杯           | 天皇杯           | 期間通算         | 期間通算         |
| ---------------- | ---------------- | ---------------- | ---------------- | ---------------- | ---------------- | ---------------- | ---------------- | ---------------- | ---------------- | ---------------- | ---------------- |
| 2014             | 明治大           | 18               | -                | -                | -                | -                | -                | 1                | 0                | 1                | 0                |
| 2015             | 岐阜             | 27               | J2               | 7                | 0                | -                | -                | 0                | 0                | 7                | 0                |
| 2016             | 岐阜             | 27               | J2               | 17               | 2                | -                | -                | 0                | 0                | 17               | 2                |
| 通算             | 日本             | 日本             | J2               | 24               | 2                | -                | -                | 0                | 0                | 24               | 2                |
| 通算             | 日本             | 日本             | 他               | -                | -                | -                | -                | 1                | 0                | 1                | 0                |
| 総通算           | 総通算           | 総通算           | 総通算           | 24               | 2                | -                | -                | 1                | 0                | 25               | 2                |

出場歴
- Jリーグ初出場 - 2015年3月8日 J2第1節 vsファジアーノ岡山（シティライトスタジアム）
- Jリーグ初得点 - 2016年4月3日 J2第6節 vs徳島ヴォルティス（鳴門・大塚スポーツパークポカリスエットスタジアム）